# Titus Iulius Maximus
Titus Iulius Maximus (vollständige Namensform Titus Iulius Sexti filius Voltinia Maximus Manlianus Brocchus Servilianus Aulus Quadronius Verus Lucius Servilius Vatia Cassius Camars) war ein im 1. und 2. Jahrhundert n. Chr. lebender römischer Politiker. Durch zwei Militärdiplome und eine unvollständig erhaltene Inschrift, die in Nemausus gefunden wurde, sind einzelne Stationen seiner Laufbahn bekannt. Die Laufbahn ist in der Inschrift als cursus inversus, d. h. in absteigender Reihenfolge wiedergegeben. In dem Militärdiplom von 110 wird sein Name als Titus Iulius Maximus Manlianus angegeben; sein vollständiger Name findet sich in der Inschrift.
Maximus übte zunächst im Rahmen des Vigintivirats das Amt eines Xvir stlitibus iudicandis aus. Danach wurde ihm die Ehre zuteil, als sevir equitum Romanorum eine Reitereinheit (Turma) während der Transvectio equitum anzuführen. Im Anschluss leistete er seinen Militärdienst als Tribunus militum in der Legio V Macedonica, die ihr Hauptlager in Oescus in der Provinz Moesia inferior hatte. Mit dieser Legion nahm er an einem Dakerkrieg Domitians (81–96) teil und erhielt folgende militärische Auszeichnungen (donis donato in bello Dacico): eine Corona muralis, eine Corona vallaris, eine Hasta pura und ein Vexillum.
Danach war er Quaestor in der Provinz Hispania Baetica. Nach Rom zurückgekehrt, wurde er Aedilis curulis und Praetor. Die nächsten Positionen seiner Laufbahn waren (in dieser Reihenfolge): legatus Augusti iuridicus Hispaniae citerioris Tarraconensis sowie Kommandeur (Legatus legionis) zunächst der Legio I Adiutrix und danach der Legio IIII Flavia; er war Kommandeur der Legio I Adiutrix während des zweiten Dakerkrieg Trajans.
Die Einwohner von Calagurris, dem heutigen Calahorra, ließen ihrem Patron zu Ehren in Nemausus eine Statue errichten, an deren Sockel die Inschrift mit der Laufbahn bis zu diesem Zeitpunkt angebracht war; den Patronat der Stadt Calagurris dürfte Maximus während seiner Tätigkeit als legatus Augusti iuridicus übernommen haben.
Durch ein Militärdiplom, das auf den 2. Juli 110 datiert ist, ist belegt, dass Maximus 110 Statthalter in der Provinz Pannonia inferior war. Er dürfte das Amt im Frühjahr 108 von Hadrian übernommen und es bis ins Amtsjahr 110/111 ausgeübt haben. Durch ein weiteres Militärdiplom, das auf den 27. September 112 datiert ist, ist belegt, dass er 112 zusammen mit Publius Stertinius Quartus Suffektkonsul war; sein Name ist auch in den Fasti Ostienses erhalten.
Maximus war in der Tribus Voltinia eingeschrieben und stammte aus Nemausus.

## Datierung
Bei der Real Academia de la Historia (RAH) finden sich folgende Datierungen zu einzelnen Stationen seiner Laufbahn: Tribunus militum um 88/89, Quaestor um 94, Praetor um 99, Legatus Augusti iuridicus zwischen 100 und 103 und Legatus legionis zwischen 104 und 108.
Die Inschrift wird bei der EDCS und bei der EDH auf 106/108 datiert, bei RAH auf ca. 108.